# ビクター歌のパレード
『ビクター歌のパレード』（びくたーうたのぱれーど）は、1957年4月から1964年2月、および1970年10月から1971年3月まで日本テレビ系列で放送されていた日本テレビ製作の歌謡番組である。日本ビクター（現在：JVCケンウッド）の協賛番組。1959年4月16日からカラー化。

## 概要
当時の日本ビクター所属歌手たちが歌を披露していた番組。第1期は繰り返し放送曜日の変更があったものの、一貫してゴールデンタイムに放送されていた。第1期が終了してからしばらくの間は、同じようにレコード会社が協賛する歌謡番組が民放各局で放送されていた。

## 放送時間
いずれも日本標準時。

### 第1期
- 金曜 20:30 - 21:00 （1957年4月 - 1958年9月）
- 木曜 19:30 - 20:00 （1958年10月 - 1963年9月）
- 火曜 19:30 - 20:00 （1963年10月 - 1964年2月）

### 第2期
- 土曜 13:30 - 14:00 （1970年10月 - 1971年3月）

## 出演者

### 司会
- 伊藤愛子
- 山中みゆき ほか

### 出演歌手
- 三浦光一
- 曽根史郎
- 浜村美智子
- 和田弘とマヒナスターズ
- 古賀さと子
- 松尾和子
- フランク永井
- 中尾ミエ
- 佐川ミツオ
- 橋幸夫
- 三田明 ほか多数

なお、第2期の出演者は不明。

## 提供
第1期の初期においてはグリコ株式会社（現在：江崎グリコ）一社提供で放送されていたが、後に日本ビクター自身がスポンサーに付き、小西六写真工業（現在：コニカミノルタ）との2社提供へ移行した。中期においては高野精密工業（現在：リコーエレメックス）一社提供で、後にノーシン（荒川長太郎合名会社＝現在：アラクス）の単独提供へ移行した。末期においては日本ビクター一社提供で放送されていたが、それ以前にも同社一社提供で放送されていた時期がある。
第2期には一貫して複数社提供で放送されていた。

## カラー放送について
日本テレビは、1959年4月8日に郵政省から当時のカラー実験放送に於いてCMを放送するのが認可されたのを受け、今までの同実験放送を昼間約30分行っていたのを夜のゴールデンタイム内に移し、1日に30分 - 60分カラー放送を行うことになった。そのことを受け、この番組は翌4月16日にカラー化されている。
更に9月10日放送では、番組内で日本で初めてカラークロマキーを実用化した。